# Уайт Пайн
Окръг Уайт Пайн (на английски: White Pine County) е окръг в щата Невада, Съединени американски щати. Площта му е 22 988 km², а населението – 9682 души (2016). Административен център е град Ийли.